# Viedma
Viedma er provinshovedstad i provinsen Río Negro i Patagonien i Argentina. Byen ligger ved bredden af floden Río Negro og har ca. 59.993 (2022) indbyggere. Sammen med Carmen de Patagones er Viedma den ældste bosættelse i Patagonien. Byen blev grundlagt af Francisco de Viedma y Narváez under navnet Nuestra Señora del Carmen den 22. april 1779. I 1879 fik byen navnet Viedma.